# Emilee Cherry
Emilee Cherry (ur. 2 listopada 1992 w Romie) – australijska rugbystka, reprezentantka kraju w rugby 7, złota medalistka olimpijska z LIO 2016 oraz zawodniczka touch rugby, mistrzyni świata z 2011 roku.
Uczęszczała do Fairholme College, a podejmując studia na University of Queensland otrzymała stypendium sportowe.

## Touch rugby
Z drużyną Southern Storm zwyciężyła w lokalnych rozgrywkach ligowych w Brisbane otrzymując wyróżnienia dla najlepszej zawodniczki finału oraz całych zawodów. Występowała następnie w tych rozgrywkach w barwach Toowoomba.
W 2011 roku z South West Queensland Swans dotarła do finału mistrzostw stanu. Rok później zdobyła to trofeum zostając jednocześnie najlepszą zawodniczką finałów, a następnie doprowadziła zespół do finału mistrzostw kraju.
Reprezentowała Queensland we wszystkich szkolnych kategoriach wiekowych, zdobywając mistrzostwo kraju U-12 i U-18, a następnie także w kategorii U-20. Z seniorskim zespołem występowała przeciwko Nowej Południowej Walii w meczach State of Origin.
W australijskiej kadrze występowała w zespołach U-18 i U-20, od 2010 roku gra zaś z drużynie seniorskiej, z którą triumfowała w Pucharze Świata 2011. W 2012 roku została mianowana wicekapitanem zespołu na coroczną serię meczów z Nową Zelandią.
Została wybrana sportowcem roku 2011 regionu Darling Downs oraz najlepszą zawodniczką touch rugby w Queensland w 2013.

## Rugby union
W 2011 roku Australian Rugby Union zaproponował zawodniczce grę w rugby 7 i po raz pierwszy kontakt z tym sportem miała na zgrupowaniu Australian Institute of Sport we wrześniu 2011 roku. Miesiąc później wystąpiła w pierwszym turnieju, została też stypendystką AIS.
Została wybrana do Aussie Pearls, zespołu pełniącego rolę reprezentacji kraju w turniejach towarzyskich, mającą również na celu rozwój zawodniczek. W debiutanckim sezonie, w którym zagrała we wszystkich turniejach, została wybrana najlepszą australijską zawodniczką.
Na poziomie klubowym związana była z Toowoomba Bears. Stan reprezentowała w National Women’s Rugby Sevens Championship 2014 i w tym samym roku została uznana najlepszą zawodniczką Queensland.
W australijskiej reprezentacji w IRB Women’s Sevens World Series zadebiutowała w Dubai Women’s Sevens 2012 zwyciężając w klasyfikacji punktowej i przyłożeń, a w sezonie 2012/2013 Australijki zajęły piąte miejsce. W 2013 roku znalazła się w kadrze na Puchar Świata, gdzie Australijki po niespodziewanej ćwierćfinałowej porażce z Hiszpankami zajęły ostatecznie piątą pozycję. Zwyciężyła następnie w Mistrzostwach Oceanii 2013, a wysoka forma dała jej wyróżnienie dla najlepszej zawodniczki według Rugby Union Players' Association. W sezonie 2013/2014 Australijki dominowały wraz z Nowozelandkami, którym uległy nieznacznie w klasyfikacji generalnej, a Cherry zwyciężyła zarówno w klasyfikacji przyłożeń, jak i punktowej cyklu. Została następnie wybrana najlepszą zawodniczką rugby 7 na świecie, takie samo wyróżnienie drugi rok z rzędu otrzymała od australijskiego stowarzyszenia zawodników, zaś na gali krajowego związku otrzymała dwie nagrody – dla najlepszej rugbystki obu odmian oraz najlepszego zawodnika rugby 7 obojga płci. W kolejnym sezonie z powodu kontuzji nie zagrała we wszystkich turniejach, a Australijki ostatecznie uplasowały się na trzeciej pozycji w klasyfikacji generalnej zyskując tym samym awans na LIO 2016.

## Osiągnięcia
- Rugby union na letnich igrzyskach olimpijskich: złoty medal (2016)
- Puchar Świata Touch Rugby: zwycięstwo (2011)
- World Rugby Women’s Sevens Series: 1. miejsce (2015/2016, 2017/2018)
- Mistrzostwa Oceanii: zwycięstwo (2013)
- IRB Women’s Sevens Player of the Year: zwycięstwo (2014)